# Лід (Південна Дакота)
Лід (англ. Lead) — місто (англ. city) в США, в окрузі Лоуренс штату Південна Дакота. Населення — 2982 особи (2020).

## Географія
Лід розташований за координатами 44°21′10″ пн. ш. 103°46′2″ зх. д. / 44.35278° пн. ш. 103.76722° зх. д. (44.352761, -103.767132).  За даними Бюро перепису населення США в 2010 році місто мало площу 5,33 км², уся площа — суходіл.

### Клімат
| Клімат : Лід                             | Клімат : Лід | Клімат : Лід | Клімат : Лід | Клімат : Лід | Клімат : Лід | Клімат : Лід | Клімат : Лід | Клімат : Лід | Клімат : Лід | Клімат : Лід | Клімат : Лід | Клімат : Лід | Клімат : Лід |
| Показник                                 | Січ.         | Лют.         | Бер.         | Квіт.        | Трав.        | Черв.        | Лип.         | Серп.        | Вер.         | Жовт.        | Лист.        | Груд.        | Рік          |
| Абсолютний максимум, °C                  | 20,6         | 19,4         | 26,1         | 28,9         | 31,7         | 35,6         | 38,3         | 36,7         | 35,6         | 30,6         | 23,3         | 19,4         | 38,3         |
| Середній максимум, °C                    | 0,9          | 2,2          | 5,4          | 10,8         | 16,4         | 22,1         | 26,8         | 26,1         | 20,6         | 13,8         | 6,2          | 2,1          | 12,8         |
| Середня температура, °C                  | −4,4         | −3,5         | −0,3         | 4,9          | 10,3         | 15,7         | 20,1         | 19,3         | 13,9         | 7,8          | 1,1          | −3,1         | 6,9          |
| Середній мінімум, °C                     | −9,7         | −8,8         | −5,9         | −1           | 4,2          | 9,3          | 13,3         | 12,4         | 7,2          | 1,8          | −4,2         | −8,2         | 0,9          |
| Абсолютний мінімум, °C                   | −35,6        | −40          | −28,9        | −20,6        | −13,3        | −4,4         | −0,6         | −1,1         | −11,1        | −24,4        | −28,3        | −36,1        | −40          |
| Норма опадів, мм                         | 32           | 34           | 53           | 86           | 102          | 99           | 65           | 51           | 46           | 51           | 38           | 33           | 690          |
| Днів з опадами                           | 10           | 10           | 11           | 12           | 12           | 13           | 10           | 8            | 7            | 8            | 9            | 10           | 120          |
| ---------------------------------------- | ------------ | ------------ | ------------ | ------------ | ------------ | ------------ | ------------ | ------------ | ------------ | ------------ | ------------ | ------------ | ------------ |
| Джерело: Western Regional Climate Center |              |              |              |              |              |              |              |              |              |              |              |              |              |

## Демографія
Згідно з переписом 2010 року, у місті мешкали 3124 особи в 1420 домогосподарствах у складі 828 родин. Густота населення становила 586 осіб/км².  Було 1694 помешкання (318/км²).
Расовий склад населення:
| - 94,6 % — білих - 2,0 % — корінних американців - 0,4 % — азіатів - 0,3 % — чорних або афроамериканців |

До двох чи більше рас належало 2,3 %. Частка іспаномовних становила 2,9 % від усіх жителів.
За віковим діапазоном населення розподілялося таким чином: 23,1 % — особи молодші 18 років, 64,2 % — особи у віці 18—64 років, 12,7 % — особи у віці 65 років та старші. Медіана віку мешканця становила 40,5 року. На 100 осіб жіночої статі у місті припадало 101,2 чоловіків;  на 100 жінок у віці від 18 років та старших — 96,5 чоловіків також старших 18 років.
Середній дохід на одне домашнє господарство  становив 50 429 доларів США (медіана — 41 912), а середній дохід на одну сім'ю — 58 385 доларів (медіана — 51 269). Медіана доходів становила 35 823 долари для чоловіків та 27 209 доларів для жінок. За межею бідності перебувало 10,3 % осіб, у тому числі 12,7 % дітей у віці до 18 років та 9,4 % осіб у віці 65 років та старших.
Цивільне працевлаштоване населення становило 1575 осіб. Основні галузі зайнятості: мистецтво, розваги та відпочинок — 40,0 %, освіта, охорона здоров'я та соціальна допомога — 21,1 %, сільське господарство, лісництво, риболовля — 8,0 %, будівництво — 6,6 %.